# Тополевка (Полтавская область)
Тополевка (укр. Тополівка) — село, Ордановский сельский совет, Диканьский район, Полтавская область, Украина.
Код КОАТУУ — 5321084206. Население по переписи 2001 года составляло 20 человек.

## Географическое положение
Село Тополевка находится в 1-м км от правого берега реки Великая Говтва, выше по течению на расстоянии в 1,5 км расположено село Николаевка (Зеньковский район), ниже по течению на расстоянии в 2 км расположено село Яроховка, на противоположном берегу — село Новая Василевка.

## История
- 1953 — дата основания как хутор Барабаши.
- 1958 — переименован в село Тополевка.